# Producto de Cauchy
En matemáticas, el producto de Cauchy, (en honor a Augustin Louis Cauchy), de dos series estrictamente formales (aunque no necesariamente convergentes)
{\displaystyle \sum _{n=0}^{\infty }a_{n},\qquad \sum _{n=0}^{\infty }b_{n},}

por lo general, de números reales o complejos, se define mediante una convolución discreta. Siendo el producto de Cauchy:
{\displaystyle \left(\sum _{n=0}^{\infty }a_{n}\right)\cdot \left(\sum _{n=0}^{\infty }b_{n}\right)=\sum _{n=0}^{\infty }c_{n},\qquad \mathrm {donde} \ c_{n}=\sum _{k=0}^{n}a_{k}b_{n-k},\;{\text{o bien, }}c_{n}=\sum _{i+j=n}a_{i}b_{j}}
para n = 0, 1, 2,...

"Formal" significa que las series se manipulan sin prestar atención a aspectos de convergencia. No es preciso que las series sean convergentes. Véase por ejemplo Serie de potencias formal.
Es de esperar, que por analogía con las sumas finitas, en el caso en que las dos series fueran convergentes, la suma de la serie infinita
{\displaystyle \sum _{n=0}^{\infty }c_{n}}

sea igual al producto
{\displaystyle \left(\sum _{n=0}^{\infty }a_{n}\right)\left(\sum _{n=0}^{\infty }b_{n}\right)}

de la misma manera en que esto sería correcto cuando cada una de las dos sumas que se multiplican posee un número finito de términos.
En casos suficientemente bien comportados, se cumple con la expresión anterior. Pero —y este es un punto importante— el producto de Cauchy de dos sucesiones existe aún en el caso de que una o ambas de las series infinitas correspondientes no fueran convergentes.

## Ejemplos

### Serie finita
{\displaystyle x_{i}=0} para todo {\displaystyle i>n} y {\displaystyle y_{i}=0} para todo {\displaystyle i>m}. En este caso el producto de Cauchy de {\displaystyle \sum _{i=0}^{\infty }x_{i}} y {\displaystyle \sum _{i=0}^{\infty }y_{i}} se verifica es {\displaystyle (x_{0}+\cdots +x_{n})(y_{0}+\dots +y_{m})}. Por lo tanto, para series finitas (que son sumas finitas), la multiplicación de Cauchy es directamente la multiplicación de las series.

### Serie infinita
- Primer ejemplo. Sean {\displaystyle a,b\in \mathbb {R} }, sea {\displaystyle x_{n}=a^{n}/n!\,} y {\displaystyle y_{n}=b^{n}/n!\,}. Entonces

{\displaystyle C(x,y)(n)=\sum _{i=0}^{n}{\frac {a^{i}}{i!}}{\frac {b^{n-i}}{(n-i)!}}={\frac {(a+b)^{n}}{n!}}}

por definición y por la fórmula binomial. Dado que, formalmente, {\displaystyle \exp(a)=\sum _{n=0}^{\infty }x_{n}} y {\displaystyle \exp(b)=\sum _{n=0}^{\infty }y_{n}}, se ha demostrado que {\displaystyle \exp(a+b)=\sum _{n=0}^{\infty }C(x,y)(n)}. Como el límite del producto de Cauchy de dos series absolutamente convergentes es igual al producto de los límites de esas series (véase debajo), se ha demostrado por lo tanto la fórmula {\displaystyle \exp(a+b)=\exp(a)\exp(b)} para todo {\displaystyle a,b\in \mathbb {R} }.
- Segundo ejemplo. Sea {\displaystyle x_{n}=1} para todo {\displaystyle n\in \mathbb {N} }. Entonces {\displaystyle C(x,x)(n)=n+1} para todo {\displaystyle n\in \mathbb {N} }.  Por lo tanto el producto de Cauchy {\displaystyle \sum _{n=0}^{\infty }C(x,x)(n)=\lim _{n\rightarrow +\infty }(1,1+2,1+2+3,1+2+3+4,\dots )} y no es convergente.

## Convergencia y teorema de Mertens
Sean x, y sucesiones reales. Franz Mertens demostró que si la serie {\displaystyle \sum y} converge a Y y la serie {\displaystyle \sum x} converge absolutamente a X entonces el producto de Cauchy de ellas {\displaystyle \sum C(x,y)} converge a XY. No es suficiente con que ambas series sean condicionalmente convergentes. Por ejemplo, la sucesión {\displaystyle x_{n}=(-1)^{n}/{\sqrt {n+1}}} genera una serie condicionalmente convergente pero la sucesión {\displaystyle C(x,x)} no converge a 0. Ver la demostración a continuación. 

### Demostración del teorema de Mertens
Sea {\displaystyle X_{n}=\sum _{i=0}^{n}x_{i}}, {\displaystyle Y_{n}=\sum _{i=0}^{n}y_{i}} y {\displaystyle C_{n}=\sum _{i=0}^{n}C(x,y)(i)}. Entonces {\displaystyle C_{n}=\sum _{i=0}^{n}\sum _{k=0}^{i}x_{k}y_{i-k}=\sum _{i=0}^{n}Y_{i}x_{n-i}} si se reordena. Por lo tanto {\displaystyle C_{n}=\sum _{i=0}^{n}(Y_{i}-Y)x_{n-i}+YX_{n}}. Fijando un {\displaystyle \epsilon >0}. Dado que {\displaystyle \sum x} es absolutamente convergente y {\displaystyle \sum y} es convergente entonces existe un entero N tal que para todo {\displaystyle n\geq N} {\displaystyle |Y_{n}-Y|<{\frac {\epsilon /4}{\sum _{n=0}^{\infty }|x_{n}|+1}}} y un entero M tal que para todo {\displaystyle n\geq M} {\displaystyle |x_{n-N}|<{\frac {\epsilon }{4N\sup |Y_{n}-Y|+1}}} (dado que la serie converge, la sucesión debe converger a 0). También, existe un entero L tal que si {\displaystyle n\geq L} entonces {\displaystyle |X_{n}-X|<{\frac {\epsilon /2}{|Y|+1}}}. Por lo tanto, 
{\displaystyle |C_{n}-XY|=|\sum _{i=0}^{n}(Y_{i}-Y)x_{n-i}+Y(X_{n}-X)|\leq \sum _{i=0}^{N-1}|Y_{i}-Y||x_{n-i}|+\sum _{i=N}^{n}|Y_{i}-Y||x_{n-i}|+|Y||X_{n}-X|<\epsilon }
para todos los enteros n mayores que N, M, y L. Por la definición de convergencia de una serie {\displaystyle \sum C(x,y)\to XY}.

## Teorema de Cesàro
Si x e y son sucesiones reales y {\displaystyle \sum x\to A} y {\displaystyle \sum y\to B} entonces {\displaystyle {\frac {1}{n}}\left(\sum _{i=0}^{n}C(x,y)_{n}\right)\to AB}

## Generalizaciones
Todo lo enunciado en las secciones precedentes es aplicable a las sucesiones de números complejos {\displaystyle \mathbb {C} }. Se puede definir también el producto de Cauchy para series en espacios euclídeos {\displaystyle \mathbb {R} ^{n}} donde la multiplicación es el producto interno. En este caso, se verifica que si dos series convergen en forma absoluta entonces su producto de Cauchy converge en forma absoluta al producto interno de los límites.